# Borussia Verein für Bewegungspiele Neunkirchen 1994-1995
Questa voce raccoglie le informazioni riguardanti il Borussia Verein für Bewegungspiele Neunkirchen nelle competizioni ufficiali della stagione 1994-1995.

## Stagione
Nella stagione 1994-1995 il Borussia Neunkirchen, allenato da Guido Mey, concluse il campionato di Regionalliga ovest-Sudovest all'8º posto.

## Rosa
| N. |                     | Ruolo | Calciatore        |
| -- | ------------------- | ----- | ----------------- |
| 1  | Germania (bandiera) | P     | Sascha Purket     |
|    | Germania (bandiera) | P     | Jörg Reimsbach    |
|    | Germania (bandiera) | P     | Thomas Schneider  |
|    | Germania (bandiera) | D     | Frank Geib        |
|    | Germania (bandiera) | D     | Stefan Hemm       |
|    | Germania (bandiera) | D     | Norman Klein      |
|    | Germania (bandiera) | D     | Markus Kneip      |
|    | Germania (bandiera) | D     | Frank Lebong      |
|    | Germania (bandiera) | D     | Klaudius Mischatz |
|    | Georgia (bandiera)  | D     | Dmitri Papava     |
|    | Germania (bandiera) | D     | Christian Walther |
|    | Germania (bandiera) | D     | Andreas Wittling  |
|    | Nigeria (bandiera)  | C     | Adetunji Adeyemi  |
|    | Germania (bandiera) | C     | Marco Emich       |

| N. |                     | Ruolo | Calciatore       |
| -- | ------------------- | ----- | ---------------- |
|    | Germania (bandiera) | C     | Pascal Euler     |
|    | Germania (bandiera) | C     | Frank Gießelmann |
|    | Germania (bandiera) | C     | Uli Kiefer       |
|    | Germania (bandiera) | C     | Thorsten Lahm    |
|    | Germania (bandiera) | C     | Carlo Müller     |
|    | Germania (bandiera) | C     | Alexander Quirin |
|    | Romania (bandiera)  | C     | Catalin Racanel  |
|    | Germania (bandiera) | C     | Dirk Schäfer     |
|    | Germania (bandiera) | C     | Stefan Simm      |
|    | Germania (bandiera) | C     | Frank Süs        |
|    | Germania (bandiera) | C     | David Tröß       |
|    | Georgia (bandiera)  | A     | Melori Bigvava   |
|    | Germania (bandiera) | A     | Ralph Flausse    |

## Organigramma societario
Area tecnica
- Allenatore: Guido Mey
- Allenatore in seconda:
- Preparatore dei portieri:
- Preparatori atletici:
- Analisi video:

## Calciomercato

### Sessione estiva
| Acquisti | Acquisti     | Acquisti      | Acquisti |
| R.       | Nome         | da            | Modalità |
| -------- | ------------ | ------------- | -------- |
| D        | Norman Klein | VfL Hamm/Sieg |          |

| Cessioni | Cessioni    | Cessioni    | Cessioni |
| R.       | Nome        | a           | Modalità |
| -------- | ----------- | ----------- | -------- |
| D        | Peter Eiden | Saarbrücken |          |

### Sessione invernale
| Acquisti | Acquisti    | Acquisti   | Acquisti |
| R.       | Nome        | da         | Modalità |
| -------- | ----------- | ---------- | -------- |
| C        | Stefan Simm | VfB Wissen |          |

| Cessioni | Cessioni       | Cessioni      | Cessioni |
| R.       | Nome           | a             | Modalità |
| -------- | -------------- | ------------- | -------- |
| A        | Günther Kessel | SC Hauenstein |          |

## Risultati

### Regionalliga

#### Girone di andata
| Arbitro: | Merk |

|             |           |                                         |
| Schäfer 36’ | Marcatori | 43’ Jałocha 45’, 67’ Czakon 60’ Langers |

| Arbitro: | Frorath |

|  |           |           |
|  | Marcatori | 61’ Kneip |

| Arbitro: | Albers |

|                              |           |                              |
| Kneip 14’, 30’, 41’ Lahm 57’ | Marcatori | 36’ Hohl 61’ Stulin 75’ Adam |

| Arbitro: | Kinhöfer |

|            |           |          |
| Thomas 89’ | Marcatori | 43’ Lahm |

| Arbitro: | Eli |

|  |           |              |
|  | Marcatori | 38’ Schreier |

| Arbitro: | Haupt |

|  |           |          |
|  | Marcatori | 84’ Lahm |

| Arbitro: | Hecker |

|  |           |                                                       |
|  | Marcatori | 65’ Hajradinović 66’ Hecking 68’ Spannuth 75’ Jaworek |

| Arbitro: | Willems |

|             |           |                                    |
| Leifeld 37’ | Marcatori | 4’ Flausse 44’ Bigvava 66’ Adeyemi |

| Arbitro: | Insam |

|             |           |              |
| Flausse 67’ | Marcatori | 76’ Schepers |

| Salmtal 9 ottobre 1994, ore 15:00 CET 10ª giornata | Salmrohr | 0 – 0 referto | Borussia Neunkirchen | Salmtalstadion (2 000 spett.)\| Arbitro: \| Schäfer \| |
| Arbitro:                                           | Schäfer  |               |                      |                                                        |

| Arbitro: | Schneider |

|              |           |           |
| Süs 22’, 47’ | Marcatori | 85’ Weber |

| Verl 23 ottobre 1994, ore 15:00 CET 12ª giornata | Verl       | 0 – 0 referto | Borussia Neunkirchen | Stadion an der Poststraße (2 060 spett.)\| Arbitro: \| Margenberg \| |
| Arbitro:                                         | Margenberg |               |                      |                                                                      |

| Arbitro: | Casper |

|                                      |           |  |
| Adeyemi 18’, 67’ Süs 22’ Bigvava 84’ | Marcatori |  |

| Hauenstein 4 novembre 1994, ore 18:00 CET 14ª giornata | Hauenstein | 0 – 0 referto | Borussia Neunkirchen | Am Neding (2 000 spett.)\| Arbitro: \| Schütz \| |
| Arbitro:                                               | Schütz     |               |                      |                                                  |

| Neunkirchen 12 novembre 1994, ore 15:00 CET 15ª giornata | Borussia Neunkirchen | 0 – 0 referto | Erkenschwick | Ellenfeldstadion (2 200 spett.)\| Arbitro: \| Liedtke \| |
| Arbitro:                                                 | Liedtke              |               |              |                                                          |

| Arbitro: | Jansen |

|                             |           |                      |
| Wuckel 23’, 47’ Sadovic 86’ | Marcatori | 28’ Geib 61’ Schäfer |

| Arbitro: | Clemens |

|                    |           |  |
| Quirin 43’ Süs 70’ | Marcatori |  |

#### Girone di ritorno
| Treviri 12 febbraio 1995, ore 15:00 CET 18ª giornata | Eintracht Treviri | 0 – 0 referto | Borussia Neunkirchen | Moselstadion (3 000 spett.)\| Arbitro: \| Insam \| |
| Arbitro:                                             | Insam             |               |                      |                                                    |

| Arbitro: | Eli |

|             |           |  |
| Flausse 70’ | Marcatori |  |

| Edenkoben 5 marzo 1995, ore 15:00 CET 20ª giornata | Edenkoben | 0 – 0 referto | Borussia Neunkirchen | Weinstraßenstadion (600 spett.)\| Arbitro: \| Willems \| |
| Arbitro:                                           | Willems   |               |                      |                                                          |

| Arbitro: | Schumann |

|                       |           |  |
| Kneip 39’ Bigvava 54’ | Marcatori |  |

| Arbitro: | Gettke |

|                    |           |  |
| Jack 39’ Klein 60’ | Marcatori |  |

| Arbitro: | Schneider |

|              |           |                 |
| Süs 11’, 56’ | Marcatori | 79’ (aut.) Geib |

| Arbitro: | Funken |

|                                             |           |  |
| Hecking 38’ Groeleken 59’, 60’ Bangoura 67’ | Marcatori |  |

| Arbitro: | Orde |

|                     |           |  |
| Süs 39’, 65’ (rig.) | Marcatori |  |

| Arbitro: | Hülsenbeck |

|                     |           |         |
| Flür 30’ Jansen 44’ | Marcatori | 57’ Süs |

| Arbitro: | Thiemer |

|                     |           |                                              |
| Süs 33’ Flausse 34’ | Marcatori | 28’ Thömmes 52’ Heinzen 61’ Wagner 90’ Ernst |

| Arbitro: | Engler |

|  |           |                            |
|  | Marcatori | 5’ (aut.) Richter 38’ Lahm |

| Arbitro: | Wicht |

|         |           |            |
| Süs 43’ | Marcatori | 23’ Meinke |

| Arbitro: | Friedrichs |

|  |           |         |
|  | Marcatori | 16’ Süs |

| Arbitro: | Clemens |

|             |           |               |
| Schäfer 36’ | Marcatori | 87’ Schächter |

| Arbitro: | Hecker |

|                         |           |  |
| Laußmann 24’ Matena 51’ | Marcatori |  |

| Arbitro: | Berg |

|  |           |                                        |
|  | Marcatori | 15’, 66’ Wuckel 37’ Hobday 58’ Geideck |

| Arbitro: | Kinhöfer |

|                                               |           |  |
| Gumprecht 8’, 73’ Rother 37’ Beyel 76’ (rig.) | Marcatori |  |

## Statistiche

### Statistiche di squadra
| Competizione                | Punti | In casa | In casa | In casa | In casa | In casa | In casa | In trasferta | In trasferta | In trasferta | In trasferta | In trasferta | In trasferta | Totale | Totale | Totale | Totale | Totale | Totale | DR |
| Competizione                | Punti | G       | V       | N       | P       | Gf      | Gs      | G            | V            | N            | P            | Gf           | Gs           | G      | V      | N      | P      | Gf     | Gs     | DR |
| --------------------------- | ----- | ------- | ------- | ------- | ------- | ------- | ------- | ------------ | ------------ | ------------ | ------------ | ------------ | ------------ | ------ | ------ | ------ | ------ | ------ | ------ | -- |
| Regionalliga ovest-Sudovest | 49    | 17      | 8       | 4       | 5       | 25      | 25      | 17           | 5            | 6            | 6            | 12           | 19           | 34     | 13     | 10     | 11     | 37     | 44     | -7 |
| Totale                      | 49    | 17      | 8       | 4       | 5       | 25      | 25      | 17           | 5            | 6            | 6            | 12           | 19           | 34     | 13     | 10     | 11     | 37     | 44     | -7 |

### Andamento in campionato
| Giornata  | 1  | 2  | 3 | 4  | 5  | 6 | 7  | 8 | 9 | 10 | 11 | 12 | 13 | 14 | 15 | 16 | 17 | 18 | 19 | 20 | 21 | 22 | 23 | 24 | 25 | 26 | 27 | 28 | 29 | 30 | 31 | 32 | 33 | 34 |
| --------- | -- | -- | - | -- | -- | - | -- | - | - | -- | -- | -- | -- | -- | -- | -- | -- | -- | -- | -- | -- | -- | -- | -- | -- | -- | -- | -- | -- | -- | -- | -- | -- | -- |
| Luogo     | C  | T  | C | T  | C  | T | C  | T | C | T  | C  | T  | C  | T  | C  | T  | C  | T  | C  | T  | C  | T  | C  | T  | C  | T  | C  | T  | C  | T  | C  | T  | C  | T  |
| Risultato | P  | V  | V | N  | P  | V | P  | V | N | N  | V  | N  | V  | N  | N  | P  | V  | N  | V  | N  | V  | P  | V  | P  | V  | P  | P  | V  | N  | V  | N  | P  | P  | P  |
| Posizione | 17 | 12 | 9 | 10 | 11 | 9 | 12 | 9 | 8 | 8  | 5  | 5  | 5  | 5  | 6  | 7  | 6  | 5  | 5  | 6  | 6  | 7  | 6  | 6  | 5  | 6  | 7  | 6  | 7  | 6  | 6  | 8  | 8  | 8  |

Legenda:

Luogo: C = Casa; T = Trasferta. Risultato: V = Vittoria; N = Pareggio; P = Sconfitta.

### Statistiche dei giocatori
| A. Adeyemi    | 17 | 3  | 1 | 0 |
| M. Bigvava    | 31 | 3  | 4 | 1 |
| M. Emich      | 3  | 0  | 0 | 0 |
| P. Euler      | 1  | 0  | 0 | 0 |
| R. Flausse    | 26 | 4  | 1 | 0 |
| F. Geib       | 28 | 1  | 3 | 0 |
| F. Gießelmann | 19 | 0  | 1 | 0 |
| S. Hemm       | 1  | 0  | 1 | 0 |
| G. Kessel     | 4  | 0  | 0 | 0 |
| U. Kiefer     | 27 | 0  | 4 | 2 |
| N. Klein      | 16 | 0  | 1 | 0 |
| M. Kneip      | 27 | 5  | 1 | 0 |
| T. Lahm       | 32 | 4  | 0 | 3 |
| F. Lebong     | 26 | 0  | 3 | 1 |
| K. Mischatz   | 2  | 0  | 0 | 0 |
| C. Müller     | 1  | 0  | 0 | 0 |
| D. Papava     | 27 | 0  | 2 | 1 |
| S. Purket     | 31 | 0  | 1 | 0 |
| A. Quirin     | 28 | 1  | 4 | 0 |
| C. Racanel    | 13 | 0  | 0 | 0 |
| J. Reimsbach  | 1  | 0  | 0 | 0 |
| T. Schneider  | 2  | 0  | 0 | 0 |
| D. Schäfer    | 27 | 3  | 1 | 0 |
| S. Simm       | 0  | 0  | 0 | 0 |
| F. Süs        | 34 | 12 | 0 | 0 |
| D. Tröß       | 13 | 0  | 2 | 2 |
| C. Walther    | 1  | 0  | 0 | 0 |
| A. Wittling   | 1  | 0  | 0 | 0 |